# Lotswesen auf der Weser

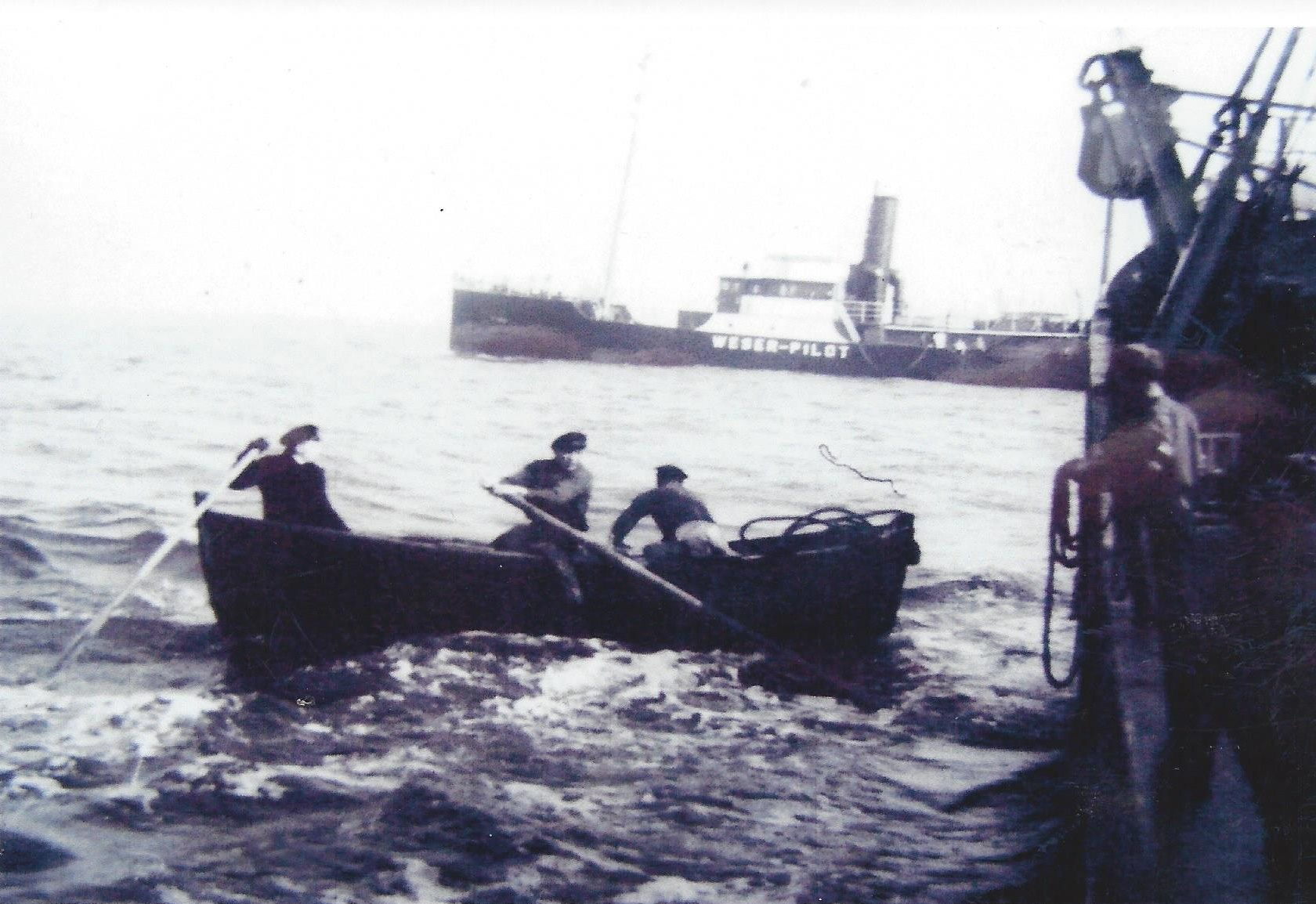
Ein Lotse wird zu einem Fischdampfer gebracht, der auf der Außenweser liegt (1947)

Die Geschichte des Lotswesens auf der Weser beginnt im 18. Jahrhundert mit der Erwähnung von Wangerländer Lotsen, die um 1716 Schiffe aus Helgoland zur Weiterfahrt auf der Weser übernahmen. Das Weserlotswesen war über die Jahrhunderte vom Gegensatz zwischen den drei Anliegern des Flusses geprägt: Oldenburg, Preußen und Bremen. Heutzutage wird es durch die beiden Lotsenbrüderschaften der Weserlotsen, die Lotsenbrüderschaft Weser I und die Lotsenbrüderschaft Weser II/Jade wahrgenommen. 

## 18. Jahrhundert
In einem Bericht über eine Überflutung der Halbinsel Butjadingen durch die Weihnachtsflut 1717 werden drei Lotsen erwähnt, die in Tettens ansässig waren. Eine oldenburgische Verordnung, datiert auf den 2. Oktober 1720, verbot den Lotsen, Schiffe auf die Weser einzubringen, die im Verdacht standen, eine Seuche an Bord zu haben. Zu dieser Zeit wütete die Pest im Mittelmeerraum. Im Jahr 1761 erhielten Lotsen aus Tettens vom dänischen Statthalter in Oldenburg das Privileg für Lotsungen auf der Weser. Für dieses Privileg erklärten sie sich bereit, zehn Prozent ihres Entgeltes an den Landesherren abzuführen. Aus dieser Gemeinschaft ging bis 1802 die Fedderwarder-Burhaver-Tettenser Lotsgesellschaft hervor.

## 19. Jahrhundert
Ein Jahr später ordnete eine neue Lotsverordnung die Weserlotsen in zwei Gesellschaften: die Fedderwarder Lotsen auf der Halbinsel Butjadingen, die das Privileg für die Lotsungen auf der Jade erhielten und die Blexener Lotsen. Die Blexener Lotsen bildeten eine Gemeinschaft, die bis 1836 bestand und dann aufgelöst wurde, denn inzwischen war das Lotsenwesen auf der Weser der zur Eröffnung des Hafens von Bremerhaven gegründeten Hansestadt Bremischen Seelotsengesellschaft übertragen worden. Als das Fahrwasser vor Fedderwardersiel in der zweiten Hälfte des 19. Jahrhunderts langsam versandete, siedelten die oldenburgischen Lotsen von dort nach Blexen über. Mit der Eröffnung des Hafens von Geestemünde erreichte der Konkurrenzkampf zwischen den bremisch-preußischen und den oldenburgischen Lotsen seinen Höhepunkt. Immer schnellere Lotsenboote jagten sich an der Wesermündung gegenseitig die Kunden ab.
Im Jahr 1880 wurde das Lotswesen auf der Weser erneut geordnet und der Lotsbezirk zwischen Bremen und Bremerhaven definiert. Bis zum Ende des Jahrhunderts erfolgten zwei Weservertiefungen: von ursprünglich etwa 1 m im Jahre 1747 zunächst in 1881 auf über 3 und durch den bekannten Wasserbauingenieur Ludwig Franzius im Jahr 1888 auf 5 m. 

## Kaiserliche Marine und Erster Weltkrieg
Nachdem im Jahr 1895 der Kaiser-Wilhelm-Kanal in Betrieb gegangen war, wurde rasch klar, dass die Anzahl der kaiserlichen Marinelotsen nicht ausreichte, um den Schiffsverkehr, der der Kaiserlichen Marine durch die neue Wasserstraße nunmehr möglich war, zu gewährleisten. Daher wurde den Weserlotsen ermöglicht, sich zu sogenannten Jadehilfslotsen ausbilden zu lassen und als solche für die Marine tätig zu werden. Da dieses Angebot kaum Anklang fand, erging 1907 die Verordnung, dass sich Weserlotsen hierfür freiwillig zu melden hätten. Bei Ausbruch des Ersten Weltkriegs wurden alle elf mittlerweile als Jadehilfslotsen ausgebildeten Weserlotsen unmittelbar zum Kriegsdienst eingezogen und dem Wilhelmshavener Marinelotsenkommando unterstellt. Die Lotsenschoner der Weserlotsen wurden in Bremerhaven aufgelegt und die Weserlotsen kamen als Sperrlotsen und Kriegslotsen auf den Kriegslotsendampfern A, B und C zum Einsatz.

## Zwischenkriegszeit
Im Jahr 1922 gründete sich die Weserseelotsengesellschaft aus den drei Lotsengesellschaften, deren Zusammenschluss durch äußere Umstände inspiriert worden war. Im Rahmen der seit 1921 angestrebten Übernahme der Wasserstraßen durch eine Reichsbehörde, worüber mit den Ländern nur langsam Verhandlungserfolge erzielt werden konnten, wurden die bremischen, oldenburgischen und preußischen Lotsengesellschaften auf der Weser erstmals gemeinsam unter Aufsicht einer Behörde gestellt. Die Lotsenboote führten entsprechend die Dienstflagge der Reichsbehörde zur See, während im Großtopp die Bremer Flagge gesetzt war. Die Weserseelotsengesellschaft bestand bis zum Jahr 1940 und wurde dann umbenannt in Lotsenbrüderschaft Bremerhaven. 

## Zweiter Weltkrieg und Nachkriegszeit
Bereits seit 1934 waren Lotsen der Weserseelotsengesellschaft zunächst freiwillig, ab 1937 verpflichtend zu Marinelotsen ausgebildet worden. Bei Kriegsausbruch wurde ein Teil der Mitglieder der Lotsenbrüderschaft Bremerhaven zum Kriegsdienst eingezogen. Durch Bombentreffer wurden im Jahr 1943 das Flusslotsenhaus und im Jahr 1944 das Seelotsenhaus in Bremerhaven zerstört. Bremen und Bremerhaven wurden zwar zunächst durch britische Truppen eingenommen, dann aber den amerikanischen Streitkräften übergeben und Hauptumschlagplatz für die Versorgung ihrer Truppen im süddeutschen Raum. Im Rahmen des daraufhin vor und auf der Weser einsetzenden Schiffsverkehrs wurden auch die Weserlotsen wieder gebraucht und die Weserseelotsengesellschaft wurde mit zwei Lotsenbooten wieder aktiv. Am 23. Juli 1946 leitete schließlich die Neugründung des Deutschen Lotsenbunds in Brunsbüttel die Neuordnung des Lotswesens ein. Mit der Verabschiedung des Seelotsgesetzes im Jahr 1954 entstanden schließlich die beiden Lotsenbrüderschaften der Weserlotsen, die Lotsenbrüderschaft Weser I und die Lotsenbrüderschaft Weser II/Jade.